# San Isidro (district)
Pour les articles homonymes, voir San Isidro.

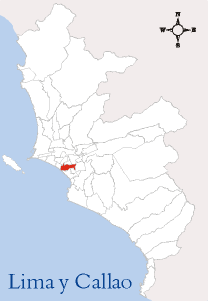
San Isidro.

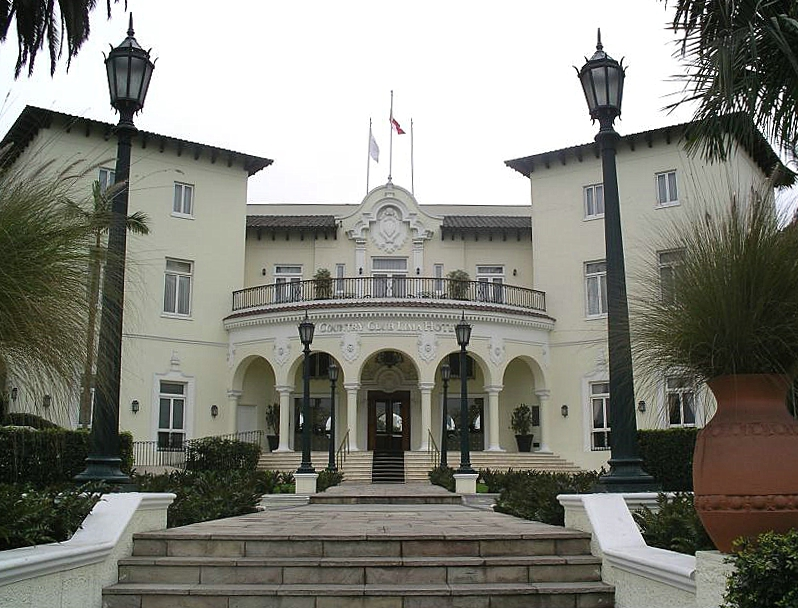
Country Club Lima Hotel.

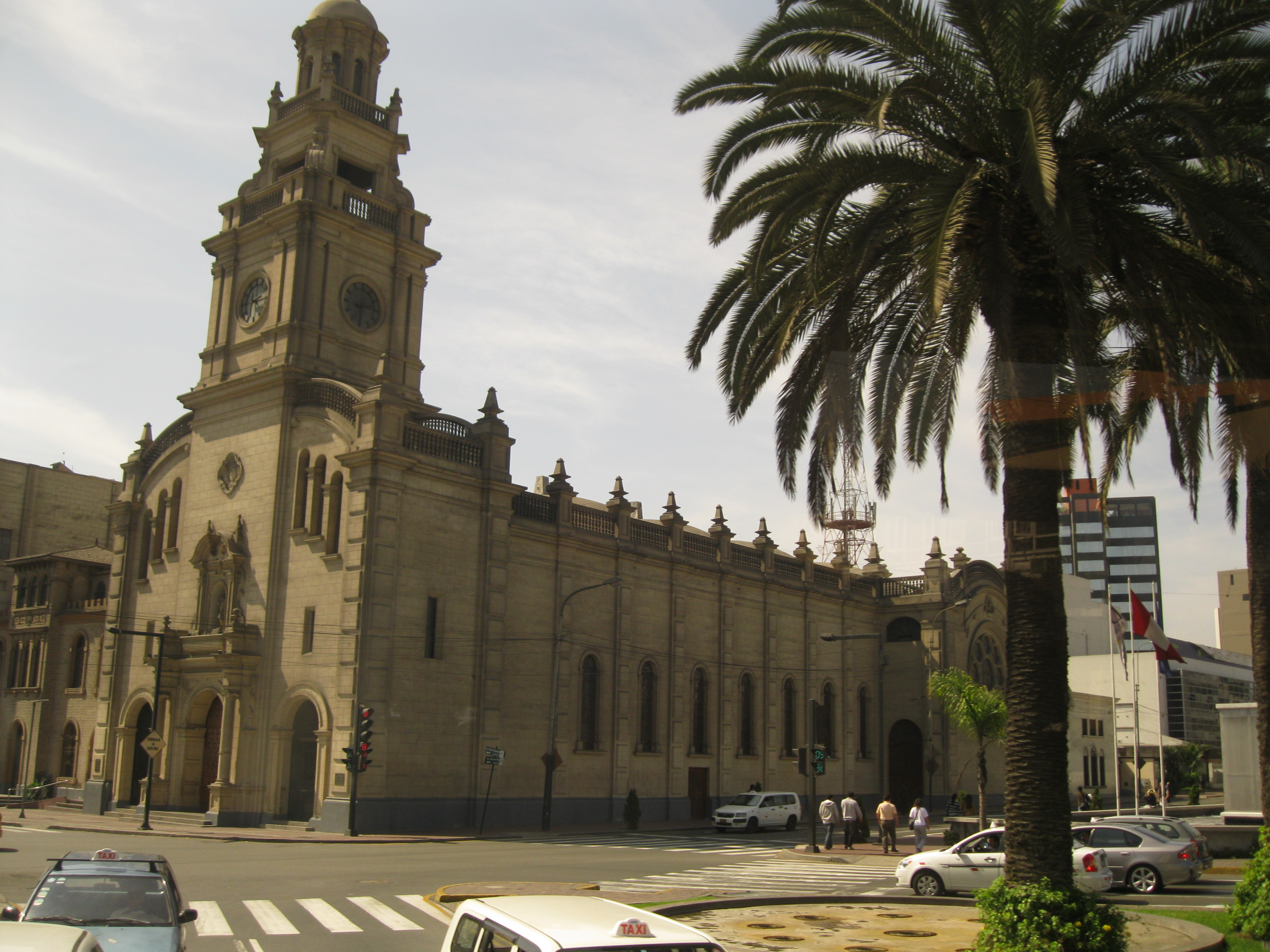
Vierge du Pilier, San Isidro.

Le district de San Isidro est l'un des 43 districts de la province de Lima. Il est limité au nord avec le district de  Lince, le district de La Victoria et le district de Jesús María, à l'est avec le district de San Borja, au sud avec le district de Surquillo et le district de Miraflores et à l'ouest avec le district de Magdalena et l'Océan Pacifique.
Il occupe une superficie de 9,36 km2.

## Démographie
Le district avait une population de 68 438 habitants en 2002 (estimation de l'INEI) et une population flottante de non-résidents de 700 000 personnes. C'est le district avec l'indice de développement humain le plus élevé de tout le pays.

## Un district vert avec des gratte-ciel
Par la quantité d'espaces verts dont il dispose, San Isidro est appelé le district jardin. El Olivar, l'oliveraie de cette localité, est plantée de plusieurs hectares d'oliviers depuis plus de quatre siècles et a été déclaré monument national en 1959. El Olivar constitue non seulement une mémoire vivante de l'histoire de Lima, mais aussi un poumon vert pour la ville. On y trouve la bibliothèque municipale de San Isidro et la Laguna El Olivar.
Des clubs importants ont leur siège à San Isidro, notamment le Golf Club de Lima et le Real club de Lima.
Les maisons élégantes abondent à San Isidro et côtoient les très grands immeubles d'affaires. C'est l'un des districts les plus  modernes et les plus prestigieux de la ville de Lima.

## Histoire

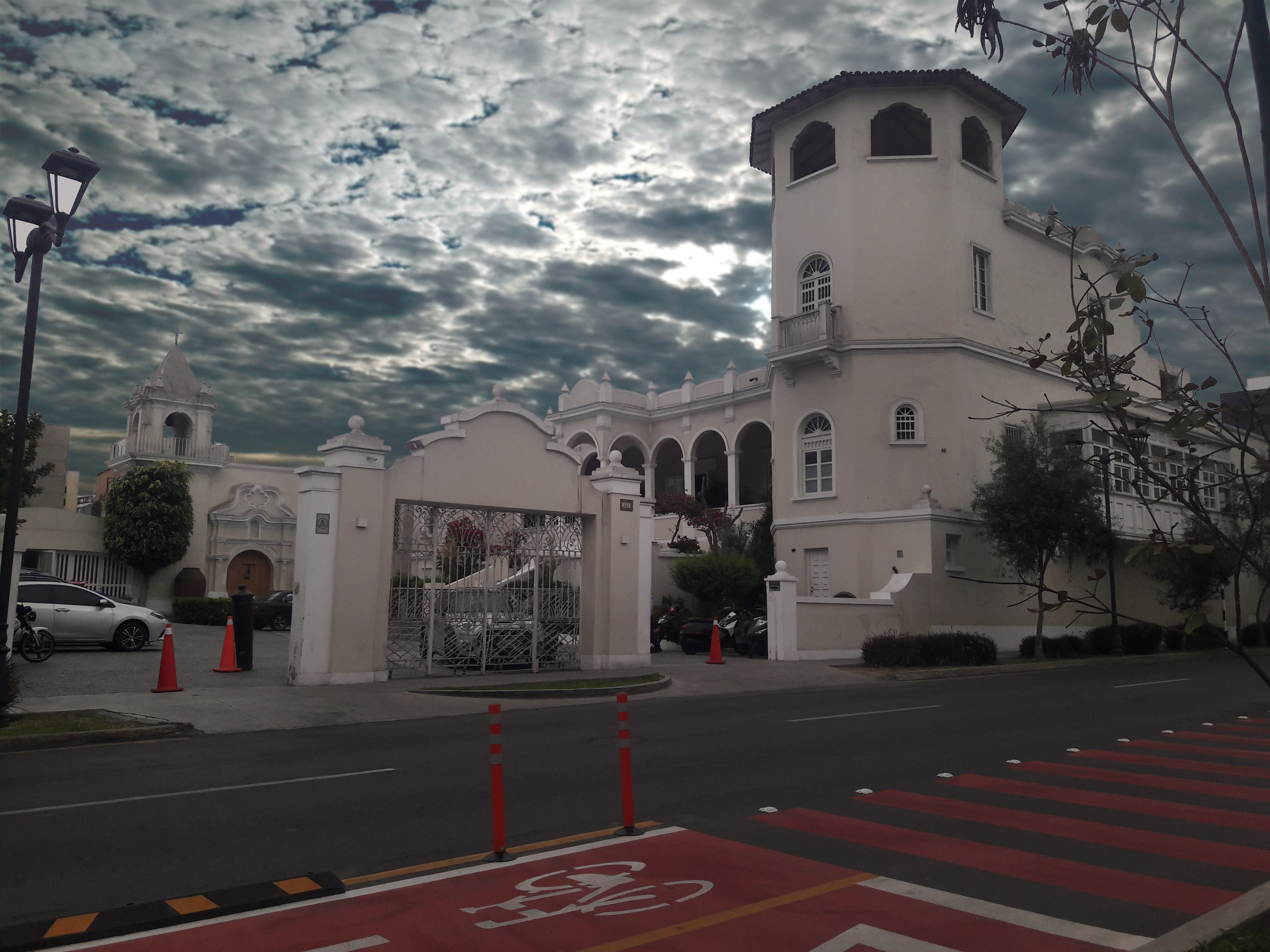
La Casa Hacienda Moreyra à San Isidro, construction du. Octobre 2020.

À l'époque coloniale, quand on réalisa le premier partage de terres, la région Huallas fut adjugée au très noble seigneur Nicolás de Rivera, « El Mozo », fondateur de la ville de Lima (Ciudad de los Reyes).
En 1560, don Antonio de Rivera, Procureur Général, Maire et  Maître de Camp de Gonzalo Pizarro, amena les premiers oliviers qui donnèrent naissance au Bosque del Olivar (l'Oliveraie). Avant de prendre le nom de son propriétaire, le  Comte de San Isidro, qui l'acquit en 1777, ce domaine porta celui de ses propriétaires successifs, notamment Martín Morón, don Pedro de Olavarrieta, don Tomás de Zumarán et don Antonio del Villar. En 1853, il passa aux mains de don Gregorio Paz Soldán puis de messieurs Moreyra y Paz Soldán.
En 1920, la Compañía Urbanizadora San Isidro Limitada fut constituée pour confier un projet d'urbanisation au sculpteur Manuel Piqueras Cotolí qui conçut un plan varié et irrégulier afin de créer un quartier pittoresque.
Les premières étapes de ce projet furent réalisées autour d'El Olivar le long de l'avenue Conquistadores et de l'Ovale de la cuadra 28 de l'avenue Arequipa. Au sein du parc lui-même, on créa pour la vente 41 pâtés de maisons (manzanas) de taille variable, sur une  superficie de 22 400 m2.
En 1924, on autorisa la nouvelle urbanización Orrantia, qui forma un quartier important avec un axe de première catégorie : l'avenue Javier Prado. En 1925, on créa l'urbanización Country Club,  près du terrain de Polo. 
Par la suite, les quartiers de San Isidro, Orrantia et Country Club firent sécession avec le district de Miraflores pour former un nouveau district créé le 24 avril 1931.
Sa population en 1931 était de 2 131 habitants, le recensement de 1940 dénombrait déjà 8 778 habitants.
Aujourd'hui, San Isidro est l'un des districts les plus développés du Pérou. Néanmoins, malgré la modernité qui le caractérise, il conserve d'importantes traces de la culture indigène et coloniale.

## Points de repère urbains
- 28 résidences d'ambassades, dont les ambassades d'Algérie, de France, du Maroc, de Suisse, d'Autriche, de Bolivie, du Chili, de Chine, de Colombie, de Corée du Nord, de Cuba, d'Équateur, de Finlande, de Malaisie, du Mexique, de Panama, du Portugal, de Roumanie, de Russie, du Salvador, de Serbie, de la République Slovaque, de Suède et de la République Tchèque.
- 21 banques principales, 50 agences, cinq administrateurs de fonds de pension et six courtiers de bourse, qui font de San Isidro le centre financier du Pérou
- 9 hôtels étoiles et 34 hôtels et auberges d'autres catégories ; 34 restaurants et 15 lieux de divertissements nocturnes
- Centres commerciaux, grands magasins, magasins spécialisés et supermarchés
- Monuments aux héros de l'indépendance ainsi qu'aux personnalités illustres de San Isidro
- 15 églises catholiques, synagogues et temples d'autres confessions
- Huaca Huallamarca, site archéologique précolombien .